# مصطفی راقم افندی

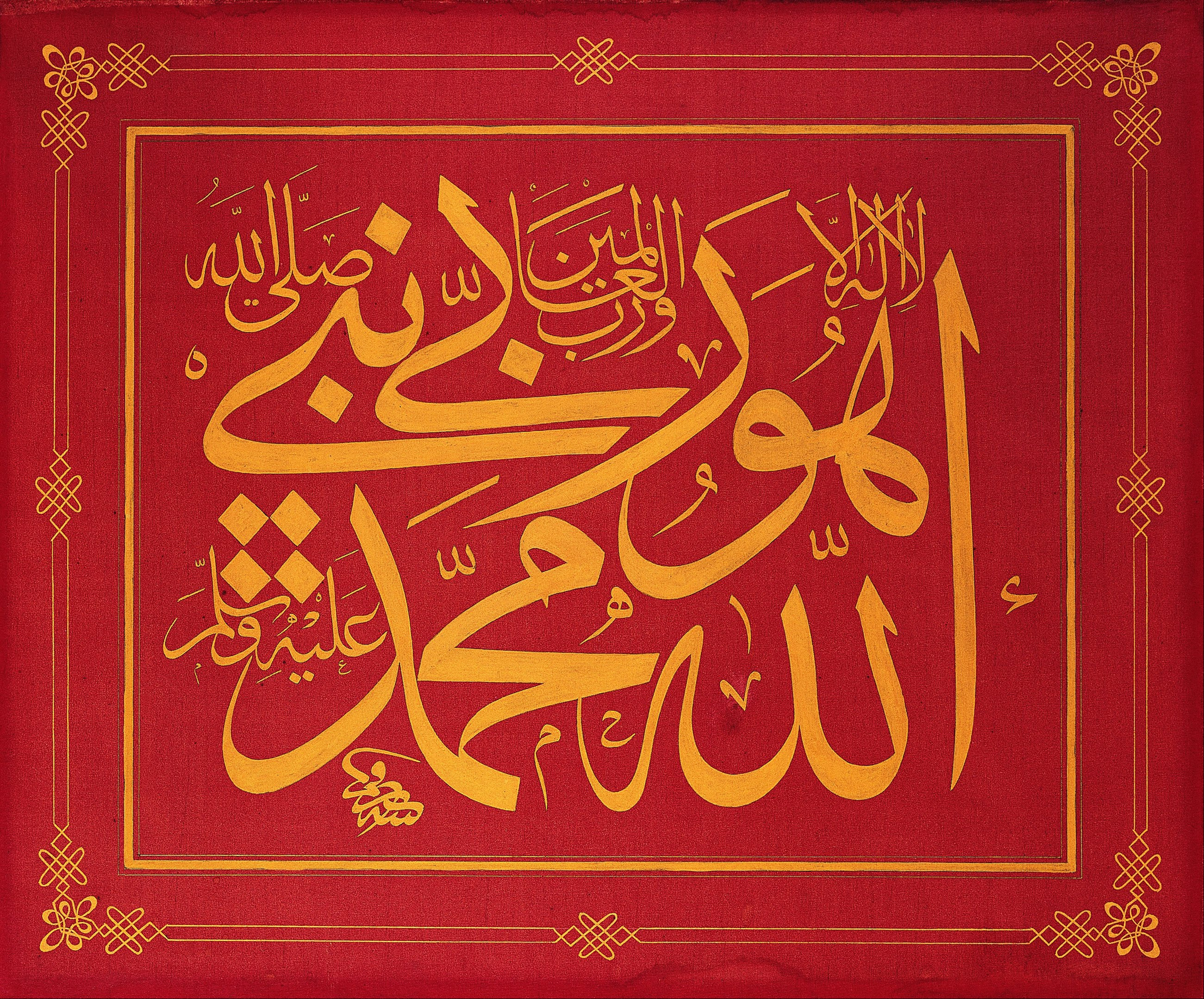
خوشنویسی به خط ثلث، اثر مصطفی راقم، به حوالی ۱۸۰۰ میلادی. متن اثر به زبان عربی و به این شرح است: «لا إلَهَ إلّا الله هُوَ رَبِّی وَ رَبُّ العَالَمینَ مُحَمَّدٌ نَبّیٌ صَلَّی اللهُ عَلَیهِ وَ سَلَّمَ». این اثر اکنون در مالکیت موزه ساکیپ سابانجی قرار دارد.

مصطفی راقم افندی (به ترکی استانبولی: Mustafa Rakım Efendi)، نقاش و خطاط چیره‌دست دربار عثمانی بود. او تکنیک خوشنویسی حافظ عثمان را به اوج رساند و استاد مُسلم خط ثلث و خط نسخ شد. وی در سال ۱۷۵۷ میلادی در اونیه متولد شد و در سال ۱۸۲۵ میلادی در استانبول درگذشت. 